# PPL Park
El Talen Energy Stadium és un estadi específic de futbol de la ciutat de Chester, Pennsilvània, dins de l'àrea metropolitana de Filadèlfia.
Actualment és la seu del Philadelphia Union, club de la Major League Soccer, la franquícia d'expansió de la temporada 2010.
L'estadi fou inaugurat el juny de 2010 amb una capacitat de 18.500 espectadors.